# Aratus (månekrater)
Aratus er et lille nedslagskrater på Månen. Det befinder sig på den nordlige halvkugle på Månens forside i højlandet syd og øst for de forrevne Montes Apenninus-bjerge og er opkaldt efter den græske digter Aratus (ca. 315/310 f.Kr. – 240 f.Kr.).
Navnet blev officielt tildelt af den Internationale Astronomiske Union (IAU) i 1935. 

## Omgivelser
Øst for Aratus ligger Mare Serenitatis og mod sydvest det noget større Cononkrater. Nord-nordøst for Aratuskrateret er landingsstedet for Apollo 15-missionen, lige på den anden side af Mons Hadley Deltaet.

## Karakteristika
Aratus er et cirkulært, skålformet krater med relativt høj albedo.

## Satellitkratere
De kratere, som kaldes satellitter, er små kratere beliggende i eller nær hovedkrateret. Deres dannelse er sædvanligvis sket uafhængigt af dette, men de får samme navn som hovedkrateret med tilføjelse af et stort bogstav. På kort over Månen er det en konvention at identificere dem ved at placere dette bogstav på den side af satellitkraterets midte, som ligger nærmest hovedkrateret. Aratuskrateret har følgende satellitkratere:
| Aratus | Længde  | Bredde  | Diameter |
| ------ | ------- | ------- | -------- |
| B      | 24,2° N | 5,4° Ø  | 7 km     |
| C      | 24,1° N | 9,5° Ø  | 4 km     |
| CA     | 24,5° N | 11,2° Ø | 7 km     |
| D      | 24,3° N | 8,6° Ø  | 4 km     |

De følgende kratere har fået nye navn af IAU.
- Aratus A — Se Galenkrateret.

## Aratus CA
Denne tre-grenede struktur findes i det vestlige Mare Serenitatis. Den er dannet af en gruppe samlede forsænkninger i Månens overflade og kan være en vulkansk revne. Dimensionerne er 9,5 km × 3 km, og den er anslået til at være 0,4 km dyb.
De tre udstrakte forsænkninger har fået hver sit navn:
| Dannelse        | Koordinater                     | Længde | Navngivet efter     |
| --------------- | ------------------------------- | ------ | ------------------- |
| Rima Sung-Mei   | 24°36′N 11°18′Ø / 24.6°N 11.3°Ø | 4.0 km | Kinesisk drengenavn |
| Vallis Christel | 24°30′N 11°00′Ø / 24.5°N 11.0°Ø | 2.0 km | Tysk pigenavn       |
| Vallis Krishna  | 24°30′N 11°18′Ø / 24.5°N 11.3°Ø | 3.0 km | Indisk drengenavn   |

To små kratere i nærheden af Aratus CA har også fået tildelt egne navne:
| Dannelse | Koordinater                     | Længde | Navngivet efter    |
| -------- | ------------------------------- | ------ | ------------------ |
| Manuel   | 24°30′N 11°18′Ø / 24.5°N 11.3°Ø | 0.5 km | Spansk drengenavn  |
| Yoshi    | 24°36′N 11°00′Ø / 24.6°N 11.0°Ø | 1 km   | Japansk drengenavn |

"Manuel" ligger lige på den anden side af den østlige spids af "Vallis Krishna", mens "Yoshi" ligger lige på den anden side af den vestlige spids af "Vallis Christel". "Manuel" er meget vanskelig at se, selv på fotografier i høj opløsning.
De fem navne, som er anført ovenfor, optrådte første gang på "Defense Mapping Agency"s Topophotomaps 42A4/S1 og 42A4/S2 og godkendtes af IAU i 1976. På grund af et forbud mod at navngive kratere ved tilføjelse af bogstaver, som var i kraft på tidspunktet for kortets udfærdigelse, fik "Aratus CA" det foreløbige nye navn "Lorca". Det blev aldrig godkendt af IAU, trods angivelse af det modsatte på Defense Mapping Agencys kort LM-41 og LM-42, og det tidligere navn "Aratus CA" (som første gang sås på LAC-42, offentliggjort i 1965 ) blev officielt antaget igen af IAU i 2006.
I retning mod nord fra stedet løber en snoet højderyg, som er navngivet Dorsum Owen. Mod øst er der en længere, parallel højderyg ved navn Dorsum von Cotta. Længere mod nord-nordøst ligger Linnékrateret, omgivet af et klart dække af materiale med høj albedo. I omtrent samme afstand mod sydvest ligger Montes Haemus-bjergkæden i kanten af maret.
De selenografiske koordinater for grupperingen 349° (ved daggry).

## Måneatlas
- Billeder af Aratuskrateret i LPI-måneatlasset